# Jardins fruitiers de Laquenexy

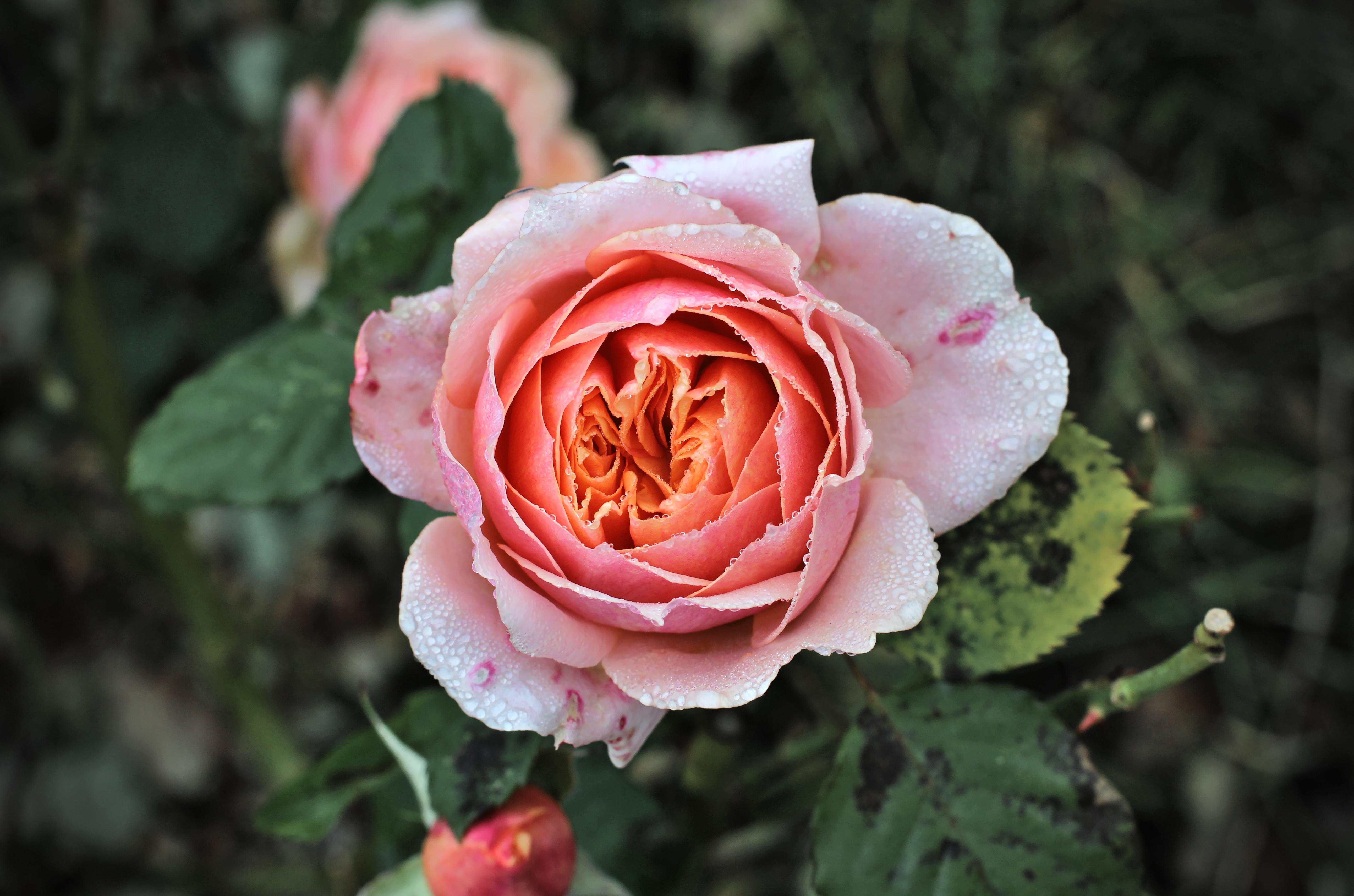
Rose comestible aux Jardins Fruitiers de Laquenexy

Les jardins fruitiers de Laquenexy se composent d'un verger de 15 hectares dont 4 ont été réaménagés en jardins thématiques structurés autour de la notion de goût et de saveurs. Ils font partie du réseau transfrontalier Jardins sans Limites qui s'étend en Moselle, en Sarre et au Luxembourg et du réseau Moselle Passion. 

## Histoire et description
Créé en 1904 par le gouvernement d'Alsace-Lorraine, le lieu était à l’origine un centre d’expérimentation consacré à la culture et à la réintroduction de la vigne à la suite d'une épidémie de phylloxéra. 
Après-guerre, ses vocations s’élargissent à tous les fruits notamment les fraises, les mirabelles, les pommes et les poires. Dans les années 1950, la renommée du Centre départemental d’expérimentation fruitière dépasse les frontières du département. Les jardins constituent à la fin des années 1990 l’une des plus importantes collections fruitières françaises avec plus de 1 000 variétés. En 2005, le conseil général de la Moselle baptise sur le site la pivoine « La Moselle », création du spécialiste Jean-Luc Rivière. 
Depuis 2006, Pascal Garbe, paysagiste et chef de projet du réseau « Jardins sans Limites » au conseil général de la Moselle, créé sur le site les Jardins fruitiers de Laquenexy. Le jardin est conçu comme un parcours initiatique sur le thème des saveurs : le jardin des fleurs à croquer, le jardin des petits fruits, le potager du curieux ou encore le jardin des sens constituent un échantillon des quatorze espaces à découvrir au cœur du pays des fruits.
En 2009, 35 000 visiteurs ont arpenté le site qui compte plus de 30 000 arbres et plus de 2 000 variété ornementales. L'année 2010 verra la réalisation du projet « Ohtehra » en partenariat avec le jardin botanique de Montréal : des variétés de plantes des premières nations du Canada seront présentées dans un décor typiquement amérindien.